# Mirko Ćurić (književnik)
Mirko Ćurić (Đakovo, 27. kolovoza 1964.) hrvatski književnik, prof. hrvatskog jezika i književnosti. Živi i radi u Đakovu.

## Životopis
Mirko Ćurić je rođen u Đakovu 1964., studirao je i diplomirao u Osijeku hrvatski jezik i književnost. Ravnatelj je Srednje strukovne škole Antuna Horvata u Đakovu.

Objavio pet romana, tri zbirke pjesama, tri zbirke priča, dvije knjige književnih kritika i četiri knjige eseja i znanstvenih studija, dvadeset i dvije slikovnica te osam slikovnica u prijevodu na engleski i mađarski jezik. Priredio je i uredio više od stotinu knjiga. Sudjelovao je na više desetaka stručnih i stručno-znanstvenih skupova u Hrvatskoj i inozemstvu i radove objavljivao u zbornicima i časopisima u Hrvatskoj, Bosni i Hercegovini, Poljskoj, Srbiji, Bugarskoj, Makedoniji i Mađarskoj. Pokrenuo je nekoliko književnih manifestacija. Napisao je dvadeset dramskih igara izvedenih na Đakovačkim vezovima u programu svečanog otvaranja. Dramatiziran mu je roman Košarkaš na Mjesecu (2014.). Urednik je Zbornika dana Luke Botića i Zbornika Đakovačkih susreta hrvatskih književnih kritičara. Tekstovi su mu prevedeni na mađarski, engleski, njemački, bugarski, poljski i makedonski jezik. 

Predsjednik je Društva hrvatskih književnika, Ogranak slavonsko-baranjsko-srijemski i dopredsjednik Društva hrvatskih književnika.

## Nagrade i priznanja
Za svoj književni rad dobio je više nagrada:
- Povelja uspješnosti Julija Benešića za knjigu kritika Strategije sjećanja i zaborava 2001.
- druga Nagrada Fran Galović za kratku priču 2010., Koprivnica
- Nagrada Duhovno hrašće za knjigu pjesma Nedovršena slika sudnjega dana 2011., Drenovci
- Nagrada Grada Đakova za književna, sportska i prosvjetna postignuća 2009.
- Nagrada Osječko-baranjske županije za knjigu Što je naše od starine 2015.
- Dobitnik stimulacije Ministarstva kulture RH za najbolja ostvarenja na području književnog stvaralaštva u 2016. za knjigu Smrt Petera Esterhazya, šest priča o smrti (Đakovo, 2016.)
- Nagrada Stjepan Kranjčić za esej Pet razmatranja o opraštanju, Križevci, 2021.
- Nagrada Dubravko Horvatić za prozu, Zagreb 2022.
- Treća Nagrada Stjepan Kranjčić za esej Carstvo istine, Križevci, 2022.
- Prva nagrada Stjepan Kranjčić za esej, Križevci, 2024.

## Djela

### Knjige
- Povratak u doba jazza (Privlačica, Vinkovci 1996.), - roman
- Pavelićeva oporuka (Pan knjiga, Zagreb 2000.) - roman
- Strategije sjećanja i zaborava, kritike i književni ogledi, (Matica hrvatska Ogranak Đakovo, 2001.)
- Odlazak sa sretnih ulica, pjesme i priče (Matica hrvatska Đakovo, 2003.)
- Pjesme o Šimunu Petru (Matica hrvatska Đakovo, 2004.)
- Košarkaš na Mjesecu (Matica hrvatska Osijek, 2004.) - roman
- Umijeće čitanja, kritike i ogledi (Đakovački kulturni krug, Đakovo 2005.)
- Nemir  (Mala knjižnica DHK Zagreb, 2008.) - roman
- Đakovo, romansirani gradopis (Đakovo/Osijek, 2008.) - eseji
- Nedovršena slika sudnjega dana, pjesme (Jutro poezije, Zagreb 2010.)
- Braća u poniženju, priče (Đakovo, 2012.)
- Što je naše od starine, đakovački pisci 18. i 19. stoljeća (DHK Osijek, 2013.)
- Ivo Lola i druge pjesme naše mladosti (Đakovo, 2014.)
- Kolbova lista, priče (Đakovo, 2015.)
- Svevremenost, pjesme (Osijek, 2016.)
- Smrt Petera Esterhazya, priče (Đakovo, 2016.)
- Križni put u Strossmayerovoj katedrali akademskog slikara Luje Lozice, monografija,(Đakovo, 2017.)
- Božić, najpoznatija freska u Strossmayerovoj katedrali, monografija, (Đakovo 2017.)
- Vjera Biller. Umjetnica u zenitu oluje, monografija (Đakovo 2019.)
- Poklonstvo kraljeva (Tri Sveta Kralja) zamišljenja i izvedena freska u Strossmayerovoj katedrali, monografija (Đakovo, 2019.)
- Vukovarom obilježeni, prozni zapisi (Đakovo, 2020.)
- Vrijeme snova, sedam priča i osam crtica o snovima, ljudima i donkihotizmu (Đakovo, 2021.)
- Posljednja večera A.M. Seitza, freska u Strossmayerovoj katedrali (Đakovo, 2023.)
- Riba izvan vode, kritike i eseji (Koprivnica, 2023.)
- Kako napisati roman prema uputama velikih romanopisaca Harukija Murakamija, Philipa Rotha, Milana Kundere, Marija Vargasa Llose, Orhana Pamuka i Amosa Oza (Đakovo, 2024.)

### Slikovnice
- Zlatokosa braća i prokleti grad, ilustrirao Siniša Simon (Đakovo, 2004.)
- Ukleti mladić i najmlađa kćer kralja Usuda, ilustrirao Ivan Antolčić (Đakovo, 2005.)
- Palčić, ilustrirao Vjekoslav Vojo Radoičić (Đakovo, 2006.),
- Domišljati sluga, ilustrairala Andrea Bassi (Đakovo, 2007.)
- Ženidba kraljevića žabe, ilustrirala Andrea Bassi (Đakovo, 2008.),
- Lisica u čizmama, ilustrirala Monika Vladisavljević (Đakovo, 2008),
- Pazovka, ilustrirala Monika Vladisavljević (Đakovo, 2009.)
- Kraljević i djevojka koja ne zna presti, ilustrirala Monika Vladisavljević (Đakovo, 2010.)
- Čudotvorni pijetao, ilustrirala Manuela Vladić Maštruko (Đakovo, 2011.)
- Bajka o sedmero braće gavranova i njihovoj sestri, ilustrirala Katarina Kuric (Đakovo, 2012.)
- Bajka o najmlađem kraljevom sinu koji je oženio žabu, ilustrirala Katarina Kuric (Đakovo, 2013.)
- Ženidba dvanaestero braće, ilustrirala Patricija Drenjančević (Đakovo, 2014.)
- Dijete i šarkanj, ilustrirala Veronika Sinko (Đakovo, 2014.)
- Mladoženja jež, ilustrirali Gualtiero Mocenni i Simone Mocenni Beck (Đakovo, 2014.)
- Mladić protiv Čelika, ilustrirala Veronika Sinko (Đakovo, 2017.)
- Začarani mladić, ilustrirao Ivica Antolčić (2018.)
- Povratak šume Striborove, ilustrirala Petra Balekić (2018.)
- I jelen i ptica i riba i mladić, ilustrirali G. Mocenni i S. Mocenni Beck (2018.)
- Čudesno putovanje u Betlehem, ilustrirala Anita Poljak (2019.)
- Dječak koji je brojio zvijezde,  ilustrirali G. Mocenni i S. Mocenni Beck (2021.)

Prijevodne slikovnice:
- A békakirályfi házassága (Pečuh, 2010.)
- The Inventive Servant (Zagreb, 2011.)
- The Wedding of the Frog Prince (Zagreb, 2011.)
- Kraljević i djevojka koja ne zna presti/ A királyfi és a fonni nem tudó leány/ Domišljati sluga/ A leleményes szolga (Budimpešta, 2012.)
- Hüvelyk Matyi/ Palčić/Lisica u čizmama/A csizmás róka (Budimpešta, 2013.)
- A hollóvá változott hét fivér / Bajka o sedmero braće gavranova i njihovoj sestri (Budimpešta, 2014.)
- Mese a legkisebb királyfiról, aki békát vett feleségül/Pazovka/Bajka o najmlađem kraljevom sinu koji je oženio žabu/ Pazovka (Budimpešta 2015.)
- A gyermek és a sárkány (Budimpešta, 2016.)

### Suator, urednik ili priređivač
- Prigodnice biskupu Strossmayeru tiskane u Glasniku od 1874. do 1905., (Grad Đakovo, Biskupija đakovačko-srijemska i Matica hrvatska, Đakovo 2005.).
- Fra Grgo Martić: Prigodnice biskupu Strossmayeru (Đakovo/Osijek, 2006.),
- Vjetar u grivi, zbornik (Đakovo/Osijek, 2006.),
- KK Đakovo 1974. – 1994. (KK Đakovo, Đakovo 1994.),
- Spomenica Obrtničke škole Antuna Horvata 1887-1997. (Obrtnička škola Antuna Horvata, Đakovo 1997.),
- 150 godina Zagrebačke nadbiskupije (Spomen-muzej biskupa Strossmayera, Đakovo 2002.),
- S dragih nam polja, zbornik (Matica hrvatska Đakovo, 2003),
- Nikola Bićanić: Knjige imaju svoju sudbinu (Matica hrvatska, Đakovo, 2002.), uredio Mirko Ćurić, 119 str.
- Ivan Pavao II. u Đakovačkoj i Srijemskoj biskupiji (Biskupijski ordinarijat Đakovo, 2004.)
- Dragutin Tadijanović u Đakovu  (Đakovački kulturni krug, Grad Đakovo, 2005.), priredio Mirko Ćurić, str. 72
- Ilija Okrugić: "Sastanak vila: [na Velebitu, u Trnavi i Đakovu ... ], priredio Mirko Ćurić (Đakovo 2005.), 80 str.
- Juraj Tordinac: Stan žudjeni (Matica hrvatska Đakovo, 2005.), priredio Mirko Ćurić, str. 69
- Zbornik 1. i 2. Strossmayerovih dana, (Đakovo 2005.), uredio Mirko Ćurić, 148 str.
- Zbornik 4. Strossmayerovih dana, (Đakovo 2006.), uredio Mirko Ćurić, 164 str.
- Pismo Zdenke Marković, zbornik, Biblioteka Pannonius, Požega/Osijek, 2007., urednik Mirko Ćurić, meki uvez, str. 144
- Zbornik o Matku Peiću – Sinestezija pisanja, Biblioteka Pannonius, Požega/Osijek, 2008., urednik Mirko Ćurić, meki uvez, str. 116
- Gjuro Kovačević. Moja perva i posliednja ljubav, sabrane pjesme, priredio Mirko Ćurić, Đakovo 2007., meki uvez, str. 414
- Tombor: San, sabrane pjesme, Đakovo 2008., meki uvez, 72 str., priredio Mirko Ćurić
- Janko Tombor: Božjak morovićki, sabrane pripovijetke 1., Đakovo 2009., meki uvez, 119 str. priredio Mirko Ćurić
- Janko Tombor: Noćna luč, sabrane pripovijetke 2., Đakovo 2009., meki uvez, 94 str. priredio Mirko Ćurić
- Milorad Stojević: Lesezeichen, Biblioteka Nagrada Dobriše Cesarića, Požega/Osijek, 2006., urednik Mirko Ćurić, meki uvez, str. 164.
- Adam Rajzl: Zvonik Eve Šimunove, roman, Đakovo/Osijek 2008. urednik Mirko Ćurić, meki uvez str. 460
- Zbornik Đakovačkih susreta hrvatskih književnih kritičara XI., Đakovo 2009., str. 194.
- Adam Rajzl: Sjene na mjesečini, roman, Đakovo/Osijek 2011., urednik Mirko Ćurić, meki uvez, str. 260
- Nikola Tordinac: Hrvatski narodni običaji, pjesme i pripovijetke iz Pečuha i okolice /Seoske bajke i bajalice – crtice, uredili Đuro Franković i Mirko Ćurić, (Đakovo/Pečuh, 2010)
- Josip Juraj Strossmayer: Stolna Crkva u Djakovu (Đakovački kulturni krug, Đakovo 2010.), priredio Mirko Ćurić, 156 str.
- Zbornik Đakovačkih susreta hrvatskih književnih kritičara XII. / glavni urednik Mirko Ćurić, Tema: Uknjižena književna kritika. (Đakovo 2010.), 148 str.
- Josip Juraj Strossmayer: Putopisne crtice (Đakovački kulturni krug, Đakovo 2011.), priredio Mirko Ćurić, 68 str.
- Zbornik Đakovačkih susreta hrvatskih književnih kritičara XIII. / glavni urednik Mirko Ćurić, (Đakovo 2011.), 128 str.
- Đuro Franković; Blagdanski kalendar 1, (Đakovo, 2011.), priredio Mirko Ćurić, 516 str.
- Andrijana Kos Lajtman: Lunule (Zagreb/Osijek/Požega 2012.), uredio Mirko Ćurić, 110 str.
- Đakovo – obrtnički grad (Obrtnička škola Antuna Horvata Đakovo, Đakovo 2012.), uredio Mirko Ćurić
- Franjo Marković: O djakovačkoj stolnoj crkvi, priredio Mirko Ćurić (Đakovo 2012.), 48 str.
- Nikola Tordinac: Seoske bajke i bajalice Sabrana djela Nikole Tordinca, knjiga 1., (Đakovo, 2012.), priredio Mirko Ćurić, 152 str.
- Đuro Franković: Blagdanski kalendar 2 (Đakovo, 2012.),  priredio Mirko Ćurić, 480 str.
- Zbornik Đakovačkih susreta hrvatskih književnih kritičara XIV. / glavni urednik Mirko Ćurić, Tema: Književna kritika i polemike, (Đakovo 2012.), 128 str.
- Karl May: Three carde monte : slika iz života u Sjedinjenih sjevero-amerikanskih državah / Karl May ; pohrvatio Nikola Tordinac.(Đakovo 2102.), priredio Mirko Ćurić, 88 str.
- Nikola Tordinac: Greševo, priredio Mirko Ćurić,  (Đakovo 2013.)
- Nikola Tordinac: Djakovačke uspomene, priredio Mirko Ćurić,  (Đakovo 2014.)
- Nikola Tordinac: Kožuh, priredio Mirko Ćurić,  (Đakovo 2014.)
- Miroslav Slavko Mađer: Izabrane pjesme I., urednik Mirko Ćurić (Osijek, Subotica 2014.)
- Miroslav Slavko Mađer: Izabrana proza II., urednik Mirko Ćurić (Osijek, Subotica 2015.)
- Miroslav Slavko Mađer: Izabrane drame i dječja književnost III., urednik Mirko Ćurić (Osijek, Subotica 2018.)
- Miroslav Slavko Mađer: Posthuma IV., urednik Mirko Ćurić (Osijek, Subotica, 2019.)
- Strossmayer, Josip, Juraj: Kripta, najljepša hrvatska podzemna crkva, Đakovo, 2015, 119 str.
- Strossmayer, Josip, Juraj: Moja stolna crkva : kao da sam s ove naše doline suza prenesen u dvore nebeske : Đakovačka katedrala viđena očima njenog graditelja, Đakovo, 2016, 204 str.
- Josip Palada: Zlonjiva, roman (2017.)
- Josip Palada: U olovnom vremenu, likovni i književni zapisi, (Đakovo 2019.)
- Nikola Tordinac: Hrvatski narodni običaji Hrvata u Mađarskoj i Bosni i Hercegovini, šesta knjiga sabranih djela (Đakovo, 2019.)
- Franjo Nagulov: Zemlja zalazećeg sunca, pjesme, (Đakovo, 2019.)
- Nikola Tordinac: Sabrane pjesme iz rukopisne baštine, sedma knjiga Sabranih djela Nikole Tordinca (Đakovo, 2020.)
- Nevenka Nekić: Bodljikave pripovijetke II. (Đakovo, 2021.)
- Bistra Kumbaroska:Fragile, Broken and Other Ways of Becoming Whole (The Poetry Book That Needs You")/ "Krhka, slomljena i drugi načini da postaneš cijela (Knjiga poezije kojoj si potrebna) (Đakovo, 2021.)
- Ivana Ćurić: Sedmero znatiželjnih (Đakovo, 2021.)
- Nikola Tordinac: Puška kobnica, osma knjiga sabranih djela Nikole Tordinca (Đakovo, 2021)
- Antun  (Gustav Matoš: Josipu Jurju I. kralju naših svih ideala (Subotica/Osijek, 2022.)
- Antun Gustav Matoš: Iverje (Subotica/Mostar/Osijek, 2023.)
- Juraj Tordinac: Oj Slavonci, oj Hrvati, pjesme, davorije i prigodnice (Đakovo, 2023.)